# Ђорђе Михајловић
Ђорђе Михајловић (Тузла, 4. фебруар 1875 − Тузла, 18. септембар 1919 ) био је српски сликар. Он је био први академски сликар на територијама Босне и Херцеговине. Његово сликарство обиљежило је прве двије деценије двадесетог вијека, а његова дјела представљају почетну фазу у развоју савремене босанско-херцеговачке ликовне умјетности.

## Биографија
Рођен је у Тузли 4. фебруара 1875. године, као друго од седмеро дјеце тузланског трговца Николе Михаиловића и Савке, кћерке Трифуна Ивановића, тузланског јереја у тузланском насељу Српска варош. Похађао је Трговачку школу у Тузли и Наутичку у Бакру и Трсту, настојећи да се посвети трговини и настави породичну традицију. Међутим, љубав према умјетности је побиједила и он се посветио сликарству. Умјетнички дух Михаиловић је испољио још у основној школи, цртајући вињете, иницијале, монограме, портрете познаника, те копирајући репродукције из часописа. У Тузлу се враћа 1892. необављеног посла и прикључује се, као и цијела породица, Доњотузланском српском црквеном пјевачком друштву Његош, цртајући успут пријатеље, познанике, мотиве из града. Тако ће
1899. године осликати и завесу Друштва Његош, која ће бити у употреби све до 1904, када је замењена новом Шпире Боцарића.
Незадовољан оним што је могао постићи као аматер у тадашњој Тузли, Ђорђе Михаиловић се 1899. године уписао у Српску сликарску школу Кирила Кутлика и Ристе Вукановића у Београду, рачунајући на помоћ Љубомира Крсмановића, даљег рођака породице Михаиловић. Овај београдски индустријалац и љубитељ умјетности помагао му је цијело вријеме школовања од 1899. до 1910. године. Михаиловић у Београду остаје до 1901. године. Његови бројни сачувани цртежи из тог периода представљају већином мотиве из Београда и Тузле, затим пејзаже и портрете по живим моделима. Михаиловићев боравак у Београду значио је прилагођавање једној развијеној ликовној средини, склапање познанстава и пријатељстава, у првом реду са Костом Милићевићем и Љубомиром Ивановићем. Ту је стекао уопштену представу о савременој ликовној умјетности и припремио се за одлазак у иностранство.
У јулу 1901. године, мјесец дана након завршетка друге године у Српској сликарској школи, Михаиловић одлази у Минхен у приватну школу Антона Ажбеа, гдје је имао намјеру усавршити цртеж. У октобру исте године покушао је положити пријемни испит на Академији лијепих умјетности (Königliche Bayerische Akademie der bildende Kunste), али и поред озбиљних припрема није успио. Наставио је да се усавршава код Ажбеа и у мају слиједеће године положио пријемни испит као најбољи кандидат. Одређен је у цртачко одјељење које је водио професор Петер Халм. И поред најбољих оцјена, ту је остао само два мјесеца, након чега се поново вратио у школу Антона Ажбеа. Он му је својим Педагошким методама помогао да, радећи угљеном, лако дође до синтезе и тона. Радећи под његовим надзором, израдио је по живом моделу велики број студија, стојећих актова и глава оба спола и различите доби. У тим цртежима изразио је стварни осјећај за тонске елементе цртежа, моделацију, распоред освјетљења и за унутрашњу структуру форме. Усавршивши цртање, након годину дана поново се вратио на Академију код професора Лудвига Лефца, који је предавао сликање. Послије завршене Академије 1906. године, задржао се кратко вријеме код Ангела Јанка, те у још неким приватним школама. Минхен је напустио 1909. године. Први пут излагао на Првој југословенској умјетничкој изложби 1904. у Београду.
Послије завршеног школовања у Минхену, отишао је у Париз гдје је боравио од јесени 1909. до љета 1910. Из овог периода сачуване су само двије свеске цртежа Овде се сусрео са екстремним правцима, попут фовизма, експресионизма и кубизма. Међутим, његовом темпераменту и његовој ликовној култури сликарство крајње љевице није одговарало. У контакту са импресионистима, успијевао је да, као изразито талентован и емотиван умјетник, помири два супротна схватања: минхенско поштовање форме и француску лакоћу и лежерност.
На повратку у Тузлу 1910. године, четврти и последњи пут у свом животу свратио је у Италију. Међутим, ни овај боравак, као· ни претходни нису оставили значајнијег трага на његовим дјелима. Радови које је насликао у Италији, углавном пејзажи, заузимају периферно мјесто у његовом цјелокупном опусу. Последње поглавље Михаиловићевог рада може се подијелити у два краћа периода: први, слабијег интензитета, траје од 1910. до 1917. године, а други, интензивнији, траје само двије године. Све до 1917. године он није нарочито активан. Једина слика која се може поредити са остварењима из претходног, минхенског периода, је слика "Коњ" , настала првих дана након његовог повратка из Париза, 1910. године.
Снажан печат његовом животу послије повратка из Париза дала је болест. Када се послије трогодишње паузе вратио сликарству, избио је Први свјетски рат. Услиједило је његово хапшење и тамновање у затворима Тузле и Арада. Отпуштен је као болесник од туберкулозе 1917. године, када се већ назирао крај рата, и он долази у Тузлу. У таквим приликама, враћање сликарству је текло постепено. Сликао је мртву природу и портретисао пријатеље и познанике.
До 1917. године веома мало је сликао пејзаж. Разлог томе је била његова болест и закон који је забрањивао сликарима рад изван атељеа. Због тога је сликао мотиве које је могао обухватити погледом из свог дворишта: "Атеље", "Мотив из Тузле", "Кућа крај ријеке" и друге. Након прве изложбе умјетника из Босне и Херцеговине у Сарајеву, 1917. године, незадовољан својим радовима који су били изложени, поново се озбиљније посветио сликању. Концентрисан једино на сликарство, проживљавао је последње двије године свог живота интензивно везан за Тузлу. На крају свог умјетничког рада, као и на почетку, инспирацију налази у мотивима Тузле и њене најближе околине. Са узбуђењем је сликао мотиве из паркова и са трга, кривудаве улице и
насеља окружена зеленилом или прекривена снијегом. Такође је сликао сеоске мотиве и животиње: патке, краве, коње. Из овог периода карактеристични су његови пастели и акварели.
Ђорђе Михаиловић умро је 18. септембра 1919. године у родитељској кући у Тузли. О његовој смрти јавиле су локалне новине "Ослобођење" и сарајевско "Народно јединство". Сахрањен је на Српском православном гробљу Трновац, вјероватно поред свога оца, али му се гроб не распознаје нити постоји икакав писани траг. СПКД "Просвјета" из Тузле му је 16. октобра 2006. открила спомен-обиљежје на гробљу Трновац.
Иако је живјео кратко, оставио је замашан опус - око 180 радова у разним техникама, који се чувају у Тузли (Музеј источне Босне), Сарајеву (Умјетничка галерија БиХ, Међународна галерија портрета) и Београду.
Једна улица у Тузли носи његово име.

## Дјела

### Уља на платну
- Прољеће,
- Атеље,
- Патке I, 1918,
- Патке III,
- Пејзаж,
- Сељанка на чесми, 1918,
- Пан ор ама тузле,
- Дјевојчица са скупљеним ногама,
- Два портрета,
- Женски акт,
- Дјевојка у атељеу,
- Скица за пејзаж,
- Просјакиња,
- Кућа са дрвећем, 1917,
- Септембар,
- Портрет жене,
- Аутопортрет,
- Усамљена кућа крај воде,
- Мртва природа,
- Обала,

### Акварели
- Кућа на брежуљку, 1917,
- Сокак, 1917,
- Пејзаж,
- Кровови,
- Крава,
- Пејзаж,
- Стара тузла,
- Поље с булкама,
- Кућа са црвеним кровом, 1917,
- Кућа са оградом, 1917,
- Кућа са бедемом,
- Кућа са црвеним бедемом,
- Двије патке,
- Кућа на бријегу,
- Босанска кућа,
- Патка, 1900,
- Кућа са бандером,

### Пастели
- Мушки портрет,
- Кућа са црвеним бедемом III,
- Улица,
- Коњ под самаром,
- Портрет, 1918,
- Шарена џамија, 1919,
- Улице,
- Портрет,
- Кућа са тријемом, 1919,
- Море и стрма обала, 1917,
- Тузла под снијегом,
- Стара џамија,

### Цртежи
Угљен
- Старац са наочалама,
- Глава старца, 1909,
- Портрет старе жене,
- Мушки портрет,
- Старчева глава,
- Жена са шеширом, 1902,
- Старица, 1902,
- Старац, 1902,
- Моја жена, 1905,

Оловка
- Моја кућа у Тузли, 1900,
- Магаза, 1900,
- Православна црква, 1900,
- Тесар,
- Џиндијска џамија, 1900,
- Пољска џамија, 1900,
- Турски хан у Тузли, 1900,
- Кућа од бондрука,
- Сунцокрети, 1900,
- Црква,
- Кућа са четири прозора, 1900,
- Сокак, 1900,
- Стара варош, 1900,
- Рушевина, 1900,
- Мунара, 1900,
- Шепенак, 1900,
- Чамац, 1900,
- Стара школа у Брчком, 1900,
- Кућа од бондрука с дрветом, 1900,
- Мердевине, 1900,
- Хаџи Лоја,
- Пред Топчидером,
- Кућа са двориштем,
- Српска православна црква у Тузли,
- Зидана ограда,
- Сони бунар у Тузли,